# Bannière rouge
La bannière rouge ou bannière rouge régulière (chinois simplifié : 正红旗 ; chinois traditionnel : 正紅旗 ; pinyin : zhèng hóng qí, par opposition à la bannière rouge à bordure) est une des huit bannières divisant les troupes militaires sous la dynastie Qing. Elle se termine en 1911, lors de la révolution Xinhai qui fait tomber la Chine impériale et voit débuter la République de Chine (1912-1949).

## Principales divisions
Elle comprend : 
- La Bannière mandchou rouge
- La Bannière han rouge
- La Bannière mongole rouge
- La Bannière auxiliaire rouge